# Представление (фильм)
«Представление» (англ. Performance) — кинофильм, криминальная драма, снятая творческим тандемом шотландца Дональда Кэммелла и англичанина Николаса Роуга. К выпуску в прокат был подготовлен в 1968 году, но премьера состоялась только в 1970 из-за продолжительных согласований цензурного характера: картина содержит откровенные сексуальные сцены и демонстрирует насилие.

## Сюжет
Лондон, конец 1960-х годов. Молодой бандит Чаз (Джеймс Фокс), «играющий» элегантного джентльмена, собирает дань с коммерсантов в пользу своего босса Гарри (Джонни Шеннон). Он существенно переоценивает личное значение в преступной группе и однажды во всеуслышание заявляет о своих амбициях. В тот же вечер Гарри направляет к нему боевиков во главе с букмекером Мэддоксом (Энтони Валентайн), который сам лишь недавно был жертвой Чаза. Избитому Чазу удаётся скрыться от преследователей.
В ожидании возможности нелегально уехать в США он решает затеряться в районе артистической богемы Лондона. По случайности Чаз снимает комнату у эксцентричного музыканта Тёрнера (Мик Джаггер), который связан интимной и загадочной духовной близостью одновременно с двумя девушками-лесбиянками — Фербер (Анита Палленберг) и Люси (Мишель Бретон).
Погружаясь в мир артистической богемы, находясь, иногда против воли, под действием галлюциногенных грибов, Чаз переосмысливает духовные цели своего существования, отношение к вере, насилию, даже к собственной гендерной идентичности. Однако поиск нового образа ему необходим и для того, чтобы покинуть страну по поддельным документам. Тони (Кеннет Колли) — товарищ Чаза, организующий отъезд, выдаёт адрес его убежища людям Гарри. Там они настигают своего бывшего сообщника. Во время короткого прощания Чаз без видимой внешней мотивации выхватывает пистолет и стреляет в голову Тёрнера. Бандиты отводят Чаза к лимузину и сажают на заднее сиденье к поджидающему там Гарри. Когда автомобиль трогается, за стеклом неожиданно и явственно мелькает узнаваемая улыбка Тёрнера.

## В ролях
| Актёр            | Роль    |
| ---------------- | ------- |
| Джеймс Фокс      | Чаз     |
| Мик Джаггер      | Тёрнер  |
| Анита Палленберг | Фербер  |
| Мишель Бретон    | Люси    |
| Энн Сидни        | Дана    |
| Джонни Шеннон    | Гарри   |
| Энтони Валентайн | Мэддокс |
| Кеннет Колли     | Тони    |

## Художественные особенности
Переломная, экспериментальная работа, каждый момент которой (работа оператора, декорации, подбор актёров, звуковая дорожка, монтаж) сообщает ей энергию, равно как и наркотический, сексуальный подтекст, так возмутивший спонсоров картины.— «The Guardian»

## Критика
Британская газета «The Guardian» в статье, посвящённой выходу нового издания картины, в первую очередь обращает внимание на динамику эпитетов, которыми критики отмечали фильм за последние 40 лет: от «самый отвратительный, дрянной и неописуемо грубый» до «одного из лучших британских фильмов всех времён, снятых до настоящего времени».
Кинообозреватель «Chicago Sun-Times» Роджер Эберт одним из первых критиков обратил внимание на тот факт, что фильм является попыткой (не во всём успешной) проанализировать взаимопроникновение двух социальных групп современного мегаполиса: криминальной и протестной поп-культуры. При этом он отдаёт должное «бешеной энергии роли Мика Джаггера, которая укрепляет его сценический образ, но не копирует его».

## Дополнительные факты
- Марианна Фейтфулл — британская певица и актриса, скандально известная отношениями с Микком Джагером и героиновой зависимостью , в своих воспоминаниях так отзывается о фильме: «дьявольские ингредиенты в кипящем котле: наркотики, сексуальные отношения со сменой ролей, искусство и жизнь — всё взбито вместе в какое-то сучье варево»[3].
- По мнению обозревателя «Би-би-си» ряд визуальных образов фильма достаточно уместно и органично был позже использован режиссёром Гаем Ричи в фильме «Карты, деньги, два ствола»[4].